# فردریک آگوستوس روتووسکی
فردریک آگوستوس روتووسکی (انگلیسی: Frederick Augustus Rutowsky; ۱۹ ژوئن ۱۷۰۲ – ۱۶ مارس ۱۷۶۴) فیلد مارشال انتخابگرنشین زاکسن بود که در محاصره پیرنا در جنگ هفت‌ساله رهبری نیروهای ساکسونی را برعهده داشت.